# 데이브 체케츠

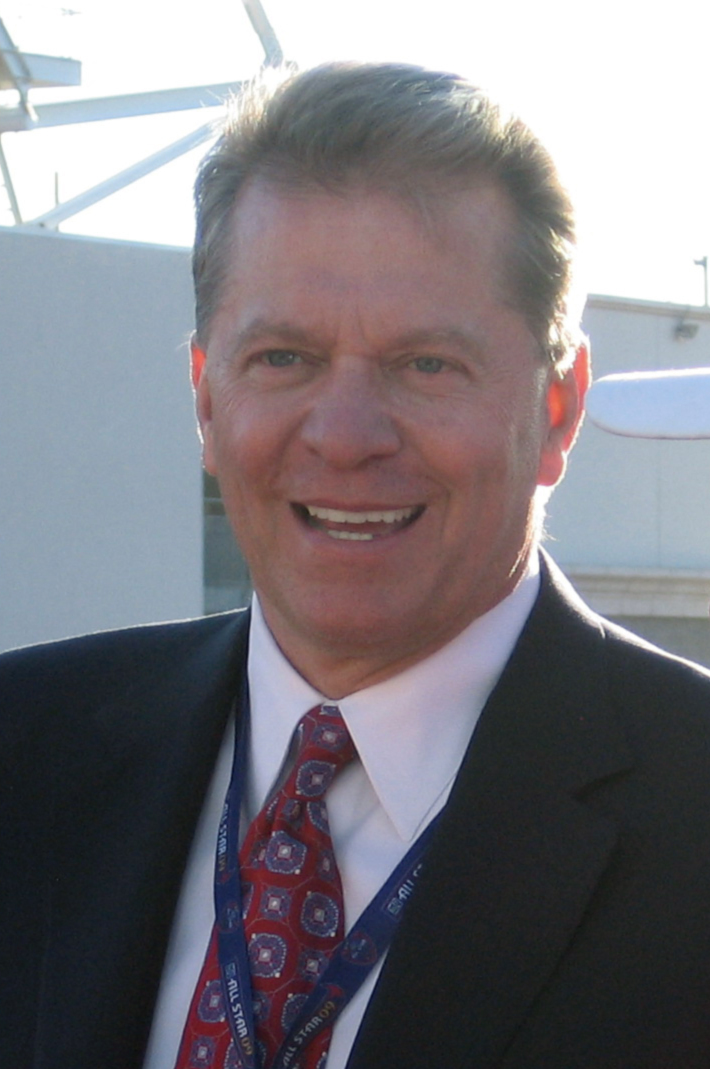

데이브 체케츠(Dave Checketts, 1956년 ~ )은 미국의 기업인이자 스포츠 재벌로, 유타 재즈와 메이저 리그 사커의 레알 솔트레이크의 구단주로 NBA 역사상 가장 젊은 CEO이기도 하다.
1991년 3월 뉴욕 닉스의 구단주가 되었고, 1994년 NBA로 가 매디슨 스퀘어 가든, 뉴욕 레인저스, 뉴욕 닉스, 뉴욕 리버티와 MSG 텔레비전 네트워크의 회장이 되었다.
1997년 MSG는 라디오 시티 뮤직 홀을 인수하였고, 2001년 9월 스포츠 캐피털 파트너 월드 와이스(Sports Capital Partners Worldwide 보관됨 2007-02-18 - 웨이백 머신)를 설립하였고, 2002년 SCP가 스포츠웨스트 통신과 대학 스포츠 연합 방송국을 인수하였다.
2005년 9월 29일 SCP는 세인트루이스 블루스를 인수하였다.